# ポリュクソー
ポリュクソー（古希: Πολυξώ, Polyxō）は、ギリシア神話の女性である。長母音を省略してポリュクソとも表記される。主に、
- ダナオスの妻の1人
- ヒュプシピュレーの乳母
- トレーポレモスの妻

の2人のほか数名が知られている。

## ダナオスの妻の1人
このポリュクソーは、水のニュンペーである。アルゴス王ダナオスの妻の1人で、12人の娘アウトノエー、テアーノー、エーレクトラー、クレオパトラー、エウリュディケー、グラウキッペー、アンテーレイア、クレオドーレー、エウヒッペー、ステュグネー、エラトー、ブリュケーを生んだ。彼女たちはアイギュプトスと水のニュムペー・カリアドネーとの間に生まれた12人の息子たちと結婚した。

## ヒュプシピュレーの乳母
このポリュクソーは、レームノス島の女王ヒュプシピュレーの乳母である。アルゴナウタイがレームノス島に寄港したとき、島は女たちによって男たちが虐殺された後だった。ヒュプシピュレーはこのことが島外に知れ渡ることを怖れ、アルゴナウタイを城外に留めるために食料とワインを届けようとした。そのときポリュクソーは若い女たちに子供を産まずに老後をどう生きるつもりなのかと問いかけ、島と財産をアルゴナウタイにゆだね、守ってもらうことを提案した。この提案は女たちに受け入られ、アルゴナウタイは街に招き入れられた。
こうしてヒュプシピュレーはイアーソーンとの間にエウネーオスとネブロポノス（デーイピュロスあるいはトアースとも）を生み、また島の女たちもアルゴナウタイとの間に子供をもうけ、息子を生んだ者は父親と同じ名前を付けた。

## トレーポレモスの妻
このポリュクソーは、アルゴスの出身で、ヘーラクレイダイのトレーポレモスの妻である。トレーポレモスがリキュムニオス殺害の罪で追放されたとき、2人はすでに結婚しており、夫の亡命に従ってロドス島に渡った。トレーポレモスとの間には1児が生まれたが、トレーポレモスがトロイア戦争で戦死したため、女王としてロドス島を支配した。
のちに友人のヘレネーがポリュクソーを頼ってロドス島に亡命してきた。ヘレネーはメネラーオスの死後、ニーコストラトスとメガペンテースによってスパルタを追放されたのだった。ヘレネーがやって来るとポリュクソーは夫の死の原因を作ったヘレネーに復讐した。すなわち、侍女たちに命じて復讐の女神エリーニュスの格好をさせ、入浴の最中のヘレネーを捕らえて木の枝に首を吊るさせた。ロドス島のヘレネーの神域はこの故事に由来するという。
別の話によると、メネラーオスとヘレネーは帰国の際にロドス島に寄港しようとした。するとポリュクソーはロドス人を率いて海岸に現れて、ヘレネーを殺そうとした。そのためメネラーオスは侍女にヘレネーの格好をさせて彼らに引き渡したところ、彼らはこの女をヘレネーと疑わずに殺したので、メネラーオスは無事にロドス島を出港することが出来たという。

## その他のポリュクソー
- オーケアニスの1人[10]。
- 巨人アトラースの娘で、ヒュアデスの1人[11]。
- ニュクテウスの妻、アンティオペーの母[12]。
- メレアグロスの姉妹[13]。